# Corvette ZR-1 Challenge
Corvette ZR-1 Challenge, connu sous le nom de Race America en Amérique du Nord, est un jeu vidéo de course sorti sur NES en 1990 en Europe et en 1992 en États-Unis. Il a été développé par Imagineering Inc. et édité par Milton Bradley pour l'Europe et par Absolute Entertainment pour l'Amérique du Nord.